# Freilla resistrix
Freilla resistrix är en fjärilsart som beskrevs av Stoll 1781. Freilla resistrix ingår i släktet Freilla och familjen nattflyn. Inga underarter finns listade i Catalogue of Life.

## Bildgalleri

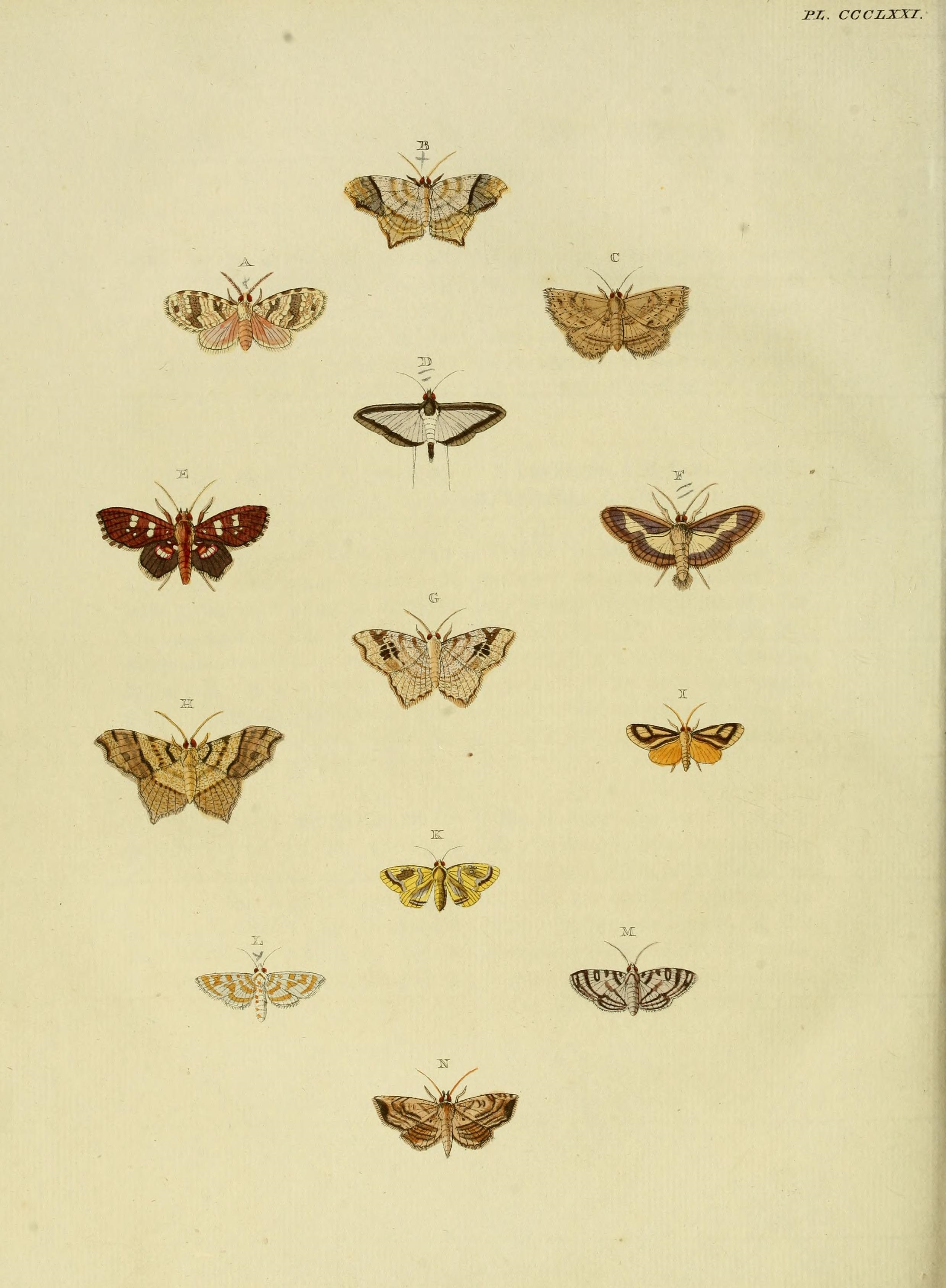